# U 43 (U-Boot, 1915)
U 43 war ein U-Boot welches im Rahmen eines Kriegsauftrags als MS-(Mobilmachungs)-Typ für die deutsche Kaiserliche Marine gebaut wurde.

## Bau und Indienststellung
Das Boot war ein sogenanntes Zweihüllenboot, welches als Hochseeboot für die ozeanische Verwendung in einem Amtsentwurf konzipiert wurde. Der Auftrag zum Bau dieses U-Bootes wurde an die Kaiserlichen Werft in Danzig erteilt. Der Stapellauf erfolgte am 26. September 1914. Die Indienststellung am 30. April 1915 unter dem Kommando von Kapitänleutnant Helmuth Jürst.

## Technik
Das U-Boot war 65 m lang, 6,2 m breit und hatte einen Tiefgang von 3,74 m sowie eine Verdrängung von 725 Tonnen über und 940 Tonnen unter Wasser. Die Besatzung bestand aus 36 Mann, wovon vier Offiziere waren. Die Maschinen für die Überwasserfahrt waren zwei Sechs-Zylinder-Viertakt Dieselmotoren S 6 V 41/42 von MAN mit zusammen 1.471 kW (2.000 PS). Zur Unterwasserfahrt kamen zwei SSW-Doppel-Modyn-Elektromotoren mit 880 kW (1.200 PS) zum Einsatz. Damit waren Geschwindigkeiten von 15,2 kn (über Wasser) bzw. 9,7 kn (unter Wasser) möglich. Der Aktionsradius betrug bis zu 11400 NM bei 8 kn Überwasserfahrt. Bei getauchter Fahrt mit 5 kn wurden 51 NM erreicht bei einer maximalen Tauchtiefe von 50 Meter. Die sechs mitgeführten Torpedos konnten über zwei Bug- und zwei Heckrohre verschossen werden, ebenso war ein 8,8-cm-Schnellfeuergeschütz eingebaut, welches später um ein weiteres Geschütz derselben Bauart ergänzt wurde. Ab 1916/17 wurden diese beiden Geschütze durch ein 10,5-cm-Schnellfeuergeschütz ersetzt und das U-Boot mit P-Minen ausgerüstet.

## Einsätze und Verbleib
Das U-Boot absolvierte 14 Feindfahrten und versenkte 44 Handelsschiffe der Entente und neutraler Staaten mit einer Gesamttonnage von 116.590 BRT.  Es überstand den Krieg und wurde am 20. Januar 1919 an Großbritannien ausgeliefert wo es 1922 in Swansea verschrottet wurde.

### Versenkte Schiffe (Auswahl)
Die folgende Liste enthält Schiffe mit einer Tonnage von mehr als 1000 Bruttoregistertonnen.
1. Britischer Dampfer Aranmore (1.050 BRT) am 21. März 1916[10]
2. Britischer Dampfer Englishman (5.257 BRT) am 24. März 1916[11]
3. Norwegischer Transporter Knut Hilde (1.632 BRT) am 26. September 1916[12]
4. Norwegischer Transporter Rolf Jarl (1.265 BRT) am 28. September 1916[13]
5. Norwegischer Transporter Knut Jarl (1.265 BRT) am 29. September 1916[14]
6. Norwegischer Transporter Nesjar (1.609 BRT) am 29. September 1916[15]
7. Norwegischer Transporter Fancy (1.612 BRT) am 30. September 1916[16]
8. Britischer Dampfer J. Y. Short (2.193 BRT) am 3. Oktober 1916[17]
9. Russischer Dampfer Tourgai (4.281 BRT) am 3. Oktober 1916[18]
10. Britischer Dampfer Gardepee (1.633 BRT) am 10. Oktober 1916[19]
11. Rumänischer Dampfer Bistritza (3.688 BRT) am 11. Oktober 1916[20]
12. Norwegischer Transporter Edam (2.380 BRT) am 17. Oktober 1916[21]
13. Britischer Dampfer Jevington (2.747 BRT) am 23. Januar 1917[22]
14. Norwegischer Dampfer Fulton (1.034 BRT) am 27. Januar 1917[23]
15. Portugiesischer Dampfer Foz Do Douro (1.677 BRT) am 28. Januar 1917[24]
16. Norwegischer Dampfer Rigel (2.671 BRT) am 31. Januar 1917[25]
17. Britischer Dampfer Hollinside (2.671 BRT) am 3. Februar 1917[26]
18. Norwegisches Segelschiff Songelv (2.064 BRT) am 3. Februar 1917[27]
19. Norwegisches Segelschiff Wasdale (1.856 BRT) am 3. Februar 1917[28]
20. Britischer Dampfer Turino (4.241 BRT) am 4. Februar 1917[29]
21. Italienischer Dampfer Famiglia (2.942 BRT) am 9. Februar 1917[30]
22. Russisches Segelschiff Endymion (1.345 BRT) am 16. April 1917[31]
23. Britischer Dampfer Towergate (3.697 BRT) am 16. April 1917[32]
24. Finnisches Segelschiff August (1.570 BRT) am 20. April 1917[33]
25. Britischer Tanker San Hilario (10.157 BRT) am 20. April 1917[34][35]
26. Britischer Passagierdampfer Abosso (7.782 BRT) am 24. April 1917[36]
27. Norwegischer Dampfer Hektoria (5.002 BRT) am 26. April 1917[37]
28. Norwegisches Segelschiff Juno (1.169 BRT) am 4. Juni 1917[38]
29. Britischer Dampfer Haulwen (4.032 BRT) am 10. Juni 1917[39]
30. Britischer Dampfer Teviotdale (3.847 BRT) am 11. Juni 1917[40]
31. Französischer Dampfer Tunisie (3.246 BRT) am 19. Juni 1917[41]
32. Britischer U-Bootfalle Glenfoyle (1.680 BRT) am 18. September 1917[42]
33. Französischer Dampfer Magellan (6.265 BRT) am 19. Juni 1917[43]
34. Britischer Dampfer Subadar (4.911 BRT) am 27. Juli 1918[44]
35. Brasilianischer Dampfer Maceio (3.739 BRT) am 3. August 1918[45]

## Sonstiges
Im Gegensatz zu vielen anderen Hochsee-U-Booten der kaiserlichen Marine besaß U 43, ebenso wie das Schwesterboot U 44, keinen Kiel.
Entgegen der allgemeinen Regel der damaligen Zeit, weder Frauen noch Haustiere an Bord zu haben, ließ sich die Mannschaft in einem privaten Fotoalbum des Kommandanten im Turm des U-Bootes mit dem Mischlingswelpen Nelly ablichten. Ob der Hund auch während der Einsatzfahrten an Bord war, ist nicht überliefert.

## Kommandanten
| Dienstgrad      | Name              | von            | bis               |
| --------------- | ----------------- | -------------- | ----------------- |
| Kapitänleutnant | Hellmuth Jürst    | 30. April 1915 | 16. Mai 1917      |
| Kapitänleutnant | Waldemar Bender   | 17. Mai 1917   | 17. April 1918    |
| Kapitänleutnant | Johannes Kirchner | 18. April 1918 | 11. November 1918 |